# Jog Falls
Jog Falls è una città dell'India di 12.570 abitanti, situata nel distretto di Shimoga, nello stato federato del Karnataka. In base al numero di abitanti la città rientra nella classe IV (da 10.000 a 19.999 persone).

## Geografia fisica
La città è situata a 14° 11' 50 N e 74° 48' 24 E.

## Società

### Evoluzione demografica
Al censimento del 2001 la popolazione di Jog Falls assommava a 12.570 persone, delle quali 6.364 maschi e 6.206 femmine. I bambini di età inferiore o uguale ai sei anni assommavano a 1.386, dei quali 694 maschi e 692 femmine. Infine, coloro che erano in grado di saper almeno leggere e scrivere erano 9.346, dei quali 5.128 maschi e 4.218 femmine.